# Kiss T. István
Kiss T. István (Újfehértó, 1956. augusztus 20. –) magyar színész.

## Életpályája
Újfehértón született, 1956. augusztus 20-án. Önmagáról nyilatkozta az alábbiakat:

„Gimnazistaként a sport érdekelt. Versenyszerűen tornáztam. A katonaságnál kerültem a színjátszás vonzáskörébe. Jelentkeztem a színművészeti főiskolára. Azonnal felvettek, de egy év után négy társammal együtt ki is rúgtak. Kaszkadőr lettem Pintér Tamás csoportjában. Reggel héttől estig edzésből álltak a napok: úszás, lovaglás, vívás, verekedések, zuhanások, tigrisugrások. Az egyik gyakorlatom rosszul sikerült: a vállamra estem és leszakadt a jobb kezem. Fél évig pihentem a Baross utcai klinikán, míg rendbejöttem...”

1980-ban a szolnoki Szigligeti Színházban indult színészi pályája. 1981-ben Bozóky István szerződtette az akkortól állandó társulattal rendelkező nyíregyházi Móricz Zsigmond Színházhoz, ahol egy évadot töltött, majd ismét Szolnokon játszott. 1984-től a Veszprémi Petőfi Színház, 1988-tól 1990-ig a zalaegerszegi Hevesi Sándor Színház, majd 1991-től ismét a Veszprémi Petőfi Színház tagja volt. 2007-től a veszprémi Pannon Várszínház művésze.

## Fontosabb színházi szerepei
- Doriadis: Különös délután... Parkőr
- Mihail Afanaszjevics Bulgakov: Iván, a rettentő... Spak
- Molière: Képzelt beteg... Cléante
- Molière: Tartuffe... Damis
- Molière: Dandin György... Klitander; Lubin
- William Shakespeare: Ahogy tetszik... Le Beau
- William Shakespeare: Romeo és Júlia... Tybalt
- William Shakespeare: Lear király... Francia király
- William Shakespeare: Hamlet.... Horatio
- William Shakespeare: Szeget szeggel... Második nemes úrfi
- William Shakespeare: A makrancos hölgy, avagy hogyan szelídítsünk komisz nőt... Szabó; Kalapos; Pap; Sekrestyés
- William Shakespeare: Vízkereszt, vagy amit akartok... Nemes Böffen Tóbiás
- William Shakespeare: Szentivánéji álom... Theseus, Athén ura; Oberon, tündérkirály
- Szophoklész: Antigoné... Kreón
- Carlo Goldoni: Két úr szolgája... Florindo Aretusi
- Thomas Mann – Spiró György: Mario és a varázsló... Egyenruhás
- Karel Čapek – Josef Čapek: A végzetes szerelem játéka... Brighella, másnéven Fichetto
- Jaroslav Hašek: Svejk... Orvosszakértő; Hadnagy
- Níkosz Kazandzákisz – Joseph Stein: Zorba... Manolakosz
- José Triana: 	Gyilkosok éjszakája... Lalo
- Petőfi Sándor: Tigris és hiéna... Dengez
- Molnár Ferenc: Játék a kastélyban... Almády
- Molnár Ferenc: Üvegcipő... Császár
- Heltai Jenő: Szépek szépe... Tulipán királyfi
- Szép Ernő: Lila ákác... Lali, fiatalúr; Birkózó; Minusz, fiatalúr
- Hevesi Sándor: Császár és komédiás... Galerius, caesar
- Dobozy Imre: A tizedes meg a többiek... Gáspár
- Sütő András: Vigyorgó búbánat... Bika; Ló
- Joseph Stein – Jerry Bock: Hegedűs a háztetőn... Csendbiztos
- John Steinbeck: Egerek és emberek... George
- Daniel Keyes: Virágot Algernonnak... Apa; Mr. Donner
- Ray Cooney: A miniszter félrelép... Szállodaigazgató
- Frederick Knott: Várj, míg sötét lesz... Paul
- Tommy Steele – Nacio Herb Brown: Ének az esőben... R. F. Simpson
- Rudyard Kipling – Békés Pál – Dés László – Geszti Péter: A dzsungel könyve... Balu
- Pierre Bariellet – Jean Pierre Gredy – Nádas Gábor – Szenes Iván: A kaktusz virága... Cochet úr
- Eisemann Mihály: Fiatalság bolondság... Giovanni; Balog Béla
- Eisemann Mihály: Fekete Péter... Chineau; Michon
- Eisemann Mihály: Egy csók és más semmi... Robicsek
- Ábrahám Pál: Bál a Savoyban... Maurice
- Vitéz Miklós – Vadnay László – Márkus Alfréd: Meseautó... Kovács Sándor
- Böhm György – Korcsmáros György – Horváth Péter – Radványi Géza – Balázs Béla: Valahol Európában... Tanító
- Pilinszky János: Élőképek... szereplő
- Fejes Endre – Presser Gábor – Sztevanovity Dusán: Jó estét nyár, jó estét szerelem... Sebhelyes; Hűvös Márton; Kasznár
- Déry Tibor – Pós Sándor – Presser Gábor – Adamis Anna: Képzelt riport egy amerikai popfesztiválról... Pokol Angyala; Nyilas Madár; René
- Horváth Péter – Presser Gábor – Sztevanovity Dusán: Padlás... Témüller, önkéntes
- Asztalos István – Kovács Attila: Börtönmusical... Greg; Byrd
- Asztalos István – Kovács Attila: Kinizsi Pál... Öreg Kinizsi; Magyar Balázs
- Tasnádi István – Fenyő Miklós: Made in Hungária... Apa
- Tasnádi István – Fenyő Miklós: Aranycsapat... Kalap
- Vándorfi László: Parasztbiblia... szereplő
- Vándorfi László: Paraszt Dekameron... Huszár; Barát; I. Ördög
- Vándorfi László – Alexandre Dumas: Monte Cristo grófja... Morrel, hajótulajdonos; Noirtier, Villefort apja
- Vándorfi László – Gárdonyi Géza: Egri csillagok... Dobó István; Török Bálint
- Vándorfi László – Jókai Mór: A kőszívű ember fiai... Rideghváry Bence
- Vándorfi László – Molnár Ferenc: A Pál utcai fiúk... Geréb apja; Rácz Tanár úr; Nemecsek apja
- Pozsgai Zsolt: Horatio... Oliveer, Donazell fia
- Lázár Ervin: Bab Berci... Rév Zoli
- Egyed Brigitta: Mesebolt... Görömbörgöm, varázsló
- Csemer Géza: Dankó Pista... Ady Endre
- Sultz Sándor: Romantika... Péter
- Sebő József: Moirák... Pálinkás János
- Molnár Ferenc – Dés László – Geszti Péter – Grecsó Krisztián: A Pál utcai fiúk... Rácz tanár úr; Janó, a grund őre

## Filmek, tv
- Hatásvadászok (1983)
- Császár és komédiás színész (1989)
- Boldog ünnepeink (1991)
- 1848 (színházi felvétel, 1998)

Források
- Új Kortárs Magyar Színész Lexikon, Magazin Holding Kft. 1999. ISBN 0269001947909
- Színházi adattár. Országos Színháztörténeti Múzeum és Intézet. (Hozzáférés: 2025. március 19.)